# Arboretul Macea
Arboretul Macea este o arie protejată de interes național ce corespunde categoriei a IV-a IUCN (rezervație naturală de tip forestier și floristic), situată în județul Arad, pe teritoriul administrativ al comunei Macea.
Prin Legea nr. 5 / 06.03.2000 privind aprobarea Planului de amenajare a teritoriului național - Secțiunea a III-a - zone protejate, ca parte integrantă a rețelei naționale de arii naturale protejate a fost constituită Rezervația naturală Arboretul Macea, pentru protejarea asociațiilor vegetale și a speciilor din colecția Grădinii Botanice Macea. Rezervația se suprapune pe situl Natura 2000 SPA Crișuri și are o suprafață de circa 21,9ha, în intravilanul localității Macea.
Rezervația naturală aflată în satul Macea, lângă drumul județean 709J, are o suprafață de 20,50 ha, și reprezintă o zonă de interes științific, cu specii arboricole de stejar (Quercur robur), arțar (Acer platanoides), castan (Castanea sativa), tisă (Taxus baccata) cu vârste de peste 300 de ani; arbusti ornamentali și mai multe specii ierboase.